# Speak to Me (Pink Floyd)
Speak to Me is het openingsnummer van het album The Dark Side of the Moon van Pink Floyd. Op sommige persingen is het gelinkt aan Breathe en dus niet apart vermeld. Het is een van de weinige tracks die alleen door Nick Mason (drummer van PF) is geschreven. Gedurende de breuk binnen Pink Floyd vele jaren later zei Roger Waters, dat het aan hem geschonken zou zijn, maar hij trok die bewering weer in. Nick Mason zou uiteindelijk het bindmiddel vormen tussen Waters en de andere kant gevormd door Richard Wright en David Gilmour. Mason, zo bleek ook later, hield wel van experimenten. Hij speelde onder andere mee tijdens opnamen en concerten van Carla Bley.
The Dark Side of the Moon is een conceptalbum en op dergelijke albums is er een onderling verband tussen de nummers. Dat is hier zeker het geval. Speak to Me is een soort ouverture voor de rest van het album en bevat fragmenten uit (of legt de basis voor):
- de hartslag, die ook aan het eind te horen is van Eclipse, in Speak to Me wordt de hartslag sterker, in Eclipse steeds zachter; het album kan daardoor steeds maar achter elkaar gedraaid/afgespeeld worden; de hartslag is gedurende stille passages over het gehele album te horen;
- het tikken van een klok, later terug te vinden in Time
- het manische gelach van Peter Watts is terug te vinden in Brain Damage
- de kassageluiden, later terug te vinden in Money
- het geluid van een helikopter, later terug te vinden in On the Run
- een fragment met de stem van Clare Torry, later te horen in The Great Gig in the Sky
- een fragment uit Breathe, dat achterstevoren werd opgenomen, juist ter inleiding van dat nummer

Het nummer is instrumentaal en bestaat uit geluidseffecten. De zang van Clare Torry is vocalise (zangstem gebruikt als muziekinstrument) en er is enige gesproken tekst:
- I've been mad for fucking years, absolutely years. I've been over the edge for yonks. Been working with bands so long, I think. Crikey...
- I've always been mad, I know I've been mad, like the most of us are. It's very hard to explain why you're mad, even if you're not mad.

In het nummer zijn maar twee leden van Pink Floyd te horen:
- Richard Wright – toetsinstrumenten
- Nick Mason – percussie, geluidseffecten, loops

Speak to Me ·
Breathe ·
On the Run ·
Time ·
The Great Gig in the Sky ·
Money ·
Us and Them ·
Any Colour You Like ·
Brain Damage ·
Eclipse